# شعب التيجر

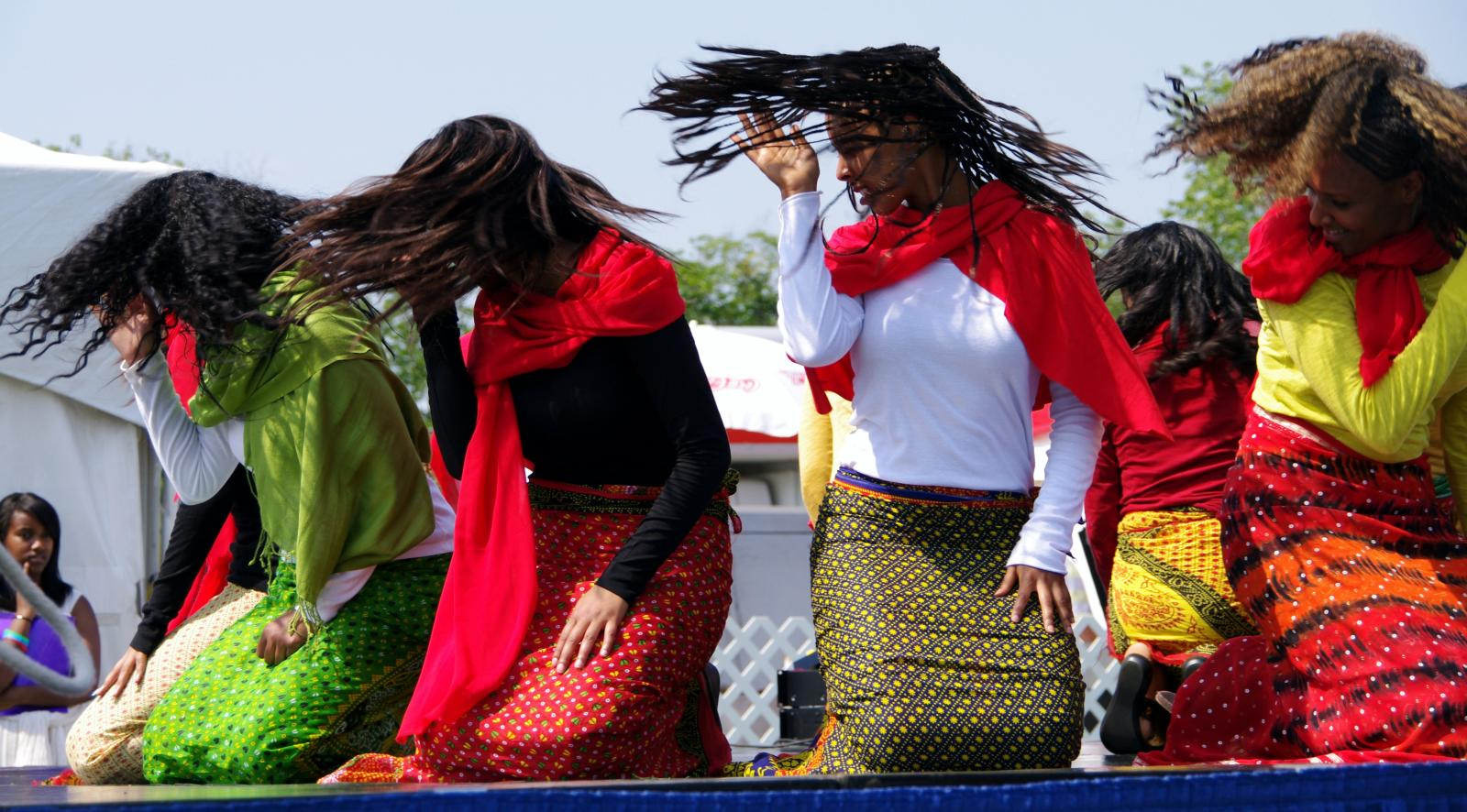
صورة لفتيات من قومية التيجري يرقصان رقصة (سسعيت) في مهرجان ارتريا

التيغر هم مجموعة وأغلبية عرقية تقطن إريتريا. يتحدثون اللغة التجرية، التي تنتمي إلى الفرع السامي للأسرة أفرواسياتيك . والتيغري  مجموعة عرقية رئيسية يعيشون في المناطق الشمالية والغربية والساحلية من إريتريا (غاش-باركا، أنسيبا، المناطق الشمالية من البحر الأحمر في إريتريا مما يشكل 80% من مساحة دولة إريتريا. مصوع هي عاصمة تاريخية لعرقية التيجري ومدن أخري مثل كرن و اغوردات وتسني ونقفا وحقات و افعبت ومناطق أخرى أيضًا)، فضلا عن المناطق في شرق السودان. 99.5٪ من شعب التيغر تلتزم الإسلام (المذهب السني)، ولكن هناك عدد قليل من المسيحيين (الذين هم على الأرجح أعضاء من الكنيسة الأرثوذكسية الأرثوذكسية تواهدو ) من بينهم أيضا (غالبا ما يشار إلى منساي في إريتريا). وهناك أيضا عدد من الإريتريين من تيغريّ الأصل يعيشون في الشرق الأوسط، وأمريكا الشمالية، والمملكة المتحدة وأستراليا.

## شخصيات تيغر بارزة
- إبراهيم سلطان
- حامد إدريس عواتي
- عبدالله ادريس محمد
- ادريس ود امير
- زينب ياسين